# Элланодик
Элланодик (др.-греч. Ἑλλανοδίκαι, hellanodikai) — это член Древнегреческого комитета, состоящего из граждан Элиды, который выполнял функции современного судьи во время проведения Олимпиад.
До появления на 14 Олимпиаде бега на две стадии (двойного бега), всего один элланодик контролировал состязания. Позже, когда программа Олимпийских Игр начала расширяться, управление состязаниями происходило уже с помощью двух, а затем десяти элланодиков.